# Yung Lean
Джонатан Ліндуер Хестад (швед. Jonatan Leandoer Håstad; нар. 18 липня 1996, Стокгольм, Швеція), відомий як Yung Lean — шведський репер. У 2013 році Yung Lean випустив свій перший мікстейп (під назвою Unknown Death 2002) і декілька синглів на YouTube під його лейблом Sad Boys Entertainment, зокрема "Ginseng Strip 2002", "Kyoto" і "Yoshi City". Lean випустив свій дебютний альбом Unknown Memory вкінці літа 2014 року після двохмісячного американського туру. Випустив свій другий студійний альбом Warlord 25 лютого 2016 року. Його альбом Stranger був випущений 10 листопада 2017 року.

## Раннє життя
Народився у Стокгольмі, Швеція, пізніше разом із сім'єю переїхав у Мінськ, Білорусь. Хестад там провів своє раннє дитинство, і коли йому було близько 3-5 років, сім'я повернулася до Стокгольма. Він виріс в районі міста Седермальм. У молодості він почав цікавитись хіп-хопом, згадуючи 50 Cent – Get Rich or Die Tryin, The Latin Kings – Mitt Kvarter і Nas – Illmatic, як ранні впливи на нього.

## Кар'єра

### 2012–2013
Хестад познайомився з Yung Sherman і Yung Gud в місцевому парку Стокгольма, трохи пізніше з'ясувалося, що їм подобається одна і та ж музика. Разом вони сформували колектив Hasch Boys, який складався з Lean'a, Sherman'a і Gud'a, а також інших людей, які пізніше стали частиною Gravity Boys і Shield Gang.
Учасники колективу (крім Lean'a, Sherman'a і Gud'a) почали втрачати інтерес до «Hasch Boys». Як результат цього, Yung Lean, Yung Sherman і Yung Gud формують «Shemene Boys». До 2012 року Yung Gud і Yung Sherman починають займатися написанням музики, в той час як Lean активно пише тексти для пісень, записує їх і завантажує більшість з них в свій профіль на SoundCloud.

### 2013–теперішній час
Yung Lean почав привертати увагу суспільства в 2013 році, коли його кліп на трек «Ginseng Strip 2002» став вірусним, набравши понад 6 мільйонів переглядів на YouTube. У цьому ж році він зробив свої перші офіційні релізи: Unknown Death 2002 і EP під назвою «Lavender», в якому знаходився вже відомий трек Ginseng Strip 2002 поряд з іншими треками, які Lean вирішив не включати в свій повноформатний альбом «Unknown Death 2002 ». Трек «Ginseng Strip 2002» зайняв 44 місце в «Топ 50 пісень 2013» за версією сайту Consequence of Sound, в той час як Vibe включили мікс «Unknown Death 2002» в «10 найбільш недооцінених дебютних реп-мікстейпів 2013 року», охарактеризувавши його як «природний розвиток вільно асоціативних, часто безглуздих рим Lil'B з більш гострим почуттям мелодії». 
У 2013, Yung Lean і Sad Boys, гастролювали по Європі. Пізніше, в цьому ж році, журнал Acclaim Magazine запросив Yung Lean'a в якості гостя в свій проект Q & A «smalltalk» для невеликого інтерв'ю.
У 2014 році Yung Lean і Sad Boys приступили до туру «White Marble Tour», побували в Північній Америці і 24-х містах Європи.
У 2016 році Yung Lean і Sad Boys виступали на концерті в Києві. У січні 2016 року Yung Lean випустив спільний сингл з шведським репером Thaiboy Digital - «How U Like Me Now». Сам Джонатан заявив, що альбом вийде в лютому 2016 і буде випущений в пам'ять Баррону Махато. 25 січня в мережу були завантажені старі недороблені треки, які видали за новий альбом. 8 березня Yung Lean випустив кліп на трек «Miami Ultras». 22 березня Yung Lean випускає кліп на пісню «Afghanistan».

## Дискографія

### Мікстейпи
- ''Unknown Death 2002''[en] (2013)
- ''Frost God''[en] (2016)
- "Poison Ivy" (2018)

### Альбоми
- ''Unknown Memory''[en] (2014)
- "Warlord" (2016)
- ''Stranger''[en] (2017)
- "STARZ" (2020)